# Gjemselund-Stadion
Das Gjemselund-Stadion (norwegisch Gjemselund stadion) ist ein Fußballstadion  mit Leichtathletikanlage in der norwegischen Stadt Kongsvinger in der Provinz Innlandet. Der Fußballverein Kongsvinger IL (kurz: KIL) hat hier seine sportliche Heimat. Die 1953 eingeweihte Sportanlage am Ufer der Glomma bietet heute den Fans 5.824 Plätze. Der Besucherrekord stammt vom 26. Juni 1983 aus dem Spiel Kongsvinger IL gegen Vålerenga Oslo (0:3) mit 6.794 Zuschauern.
Im Jahr 1986 wurde eine neue Haupttribüne errichtet und die Aschenbahn durch eine Kunststoffbahn ersetzt. Ein neuer Rasen wurde 1990 verlegt. Bis 2008 nutzte man das Stadion für Leichtathletik. Der Naturrasen wurde 2009 gegen einen Kunstrasen mit Rasenheizung, die durch Fernwärme gespeist wird, ersetzt. Im Sommer des Jahres wurde die Flutlichtanlage (1.200 Lux) und Bewässerungsanlage erneuert.